# Водсворт (Невада)
Водсворт (енгл. Wadsworth) насељено је место без административног статуса у америчкој савезној држави Невада.

## Демографија
По попису из 2010. године број становника је 834, што је 47 (-5,3%) становника мање него 2000. године.
| Група             | 2000.       | 2010.       |
| Белци             | 222 (25,2%) | 171 (20,5%) |
| Афроамериканци    | 1 (0,1%)    | 2 (0,2%)    |
| Азијати           | 2 (0,2%)    | 3 (0,4%)    |
| Хиспаноамериканци | 106 (12,0%) | 75 (9,0%)   |
| Укупно            | 881         | 834         |